# Blairgowrie, Australien
Blairgowrie är en del av en befolkad plats i Australien. Den ligger i kommunen Mornington Peninsula och delstaten Victoria, omkring 63 kilometer söder om delstatshuvudstaden Melbourne.
Närmaste större samhälle är Rye, nära Blairgowrie. 
Runt Blairgowrie är det ganska tätbefolkat, med 129 invånare per kvadratkilometer. Genomsnittlig årsnederbörd är 939 millimeter. Den regnigaste månaden är juni, med i genomsnitt 128 mm nederbörd, och den torraste är januari, med 44 mm nederbörd.